# Primal Scream (canción)
«Primal Scream» es una canción de la banda estadounidense de heavy metal Mötley Crüe. El sencillo fue lanzado en su álbum recopilatorio de 1991 Decade of Decadence, que fue el primero de la banda de las muchas recopilaciones de grandes éxitos. La canción alcanzó el puesto #63 en el Billboard 200 y #21 en las listas del Mainstream Rock. El álbum Decade of Decadence fue lanzado el 19 de octubre de 1991 y "Primal Scream" fue una de las tres canciones que acababan de grabar para el álbum, las otras dos son "Angela" y "Anarchy in the UK".
"Primal Scream" cuenta con un video musical.
Decade of Decadence también contó con otro sencillo, la versión remix de "Home Sweet Home", que fue el octavo sencillo de la banda y último en el Top 40 en 1991, alcanzando el puesto #37 en el Billboard Hot 100. La versión original de 1985 solo alcanzó el puesto #89 en la misma lista.

## Lista de canciones
1. "Primal Scream"

## Personal
- Vince Neil – Voz
- Mick Mars – Guitarra
- Nikki Sixx – Bajo
- Tommy Lee – Batería